# Chandrayaan-3
Chandrayaan-3 est une sonde spatiale de l'agence spatiale indienne, l'Organisation indienne pour la recherche spatiale (ISRO), lancée le 14 juillet 2023. Troisième mission du programme Chandrayaan, son objectif est de recueillir des données scientifiques sur la Lune. D'une masse de 3,9 tonnes, elle comprend un atterrisseur et un petit astromobile.
La sonde spatiale se pose le 23 août 2023 à la surface de la Lune non loin du pôle Sud, trois jours après l'échec de la sonde spatiale russe Luna 25 ayant le même objectif d'atteindre cette région lunaire. L'astromobile et l'atterrisseur effectuent différentes mesures à l'aide de leurs instruments. La durée de la mission sur le sol lunaire est de 14 jours terrestres (une journée lunaire).
La sonde spatiale est une copie de Chandrayaan-2 lancée en juillet 2019 mais qui s'est elle écrasée à la surface de la Lune à la suite d'une défaillance de ses équipements.

## Contexte

### Échec de la missionChandrayaan-2
En juillet 2019, l'agence spatiale indienne lance la sonde spatiale Chandrayaan-2 vers la Lune. Celle-ci comprend un orbiteur, un atterrisseur et un petit astromobile d'une vingtaine de kilogrammes. Chandrayaan-2 est la mission la plus complexe jamais réalisée par l'agence spatiale indienne et si elle réussit, l'Inde deviendra la quatrième nation après les États-Unis, la Russie et la Chine à poser un engin spatial à la surface de la Lune. L'atterrisseur et l'astromobile doivent se poser près du pôle sud et y mener des investigations scientifiques durant une quinzaine de jours tandis que l'orbiteur doit collecter des données en orbite durant au moins un an. Le 6 septembre, durant la dernière phase de la descente vers le sol lunaire, l'atterrisseur ne réduit pas suffisamment sa vitesse et il s'écrase à la surface de la Lune. Par contre, l'orbiteur, qui s'est inséré en orbite, peut débuter une phase de recueil des données scientifiques.

### Développement d'une mission de remplacement
Les responsables de l'agence spatiale indienne annoncent début janvier 2020 le développement d'une mission similaire à Chandrayaan-2 qui est baptisée Chandrayaan-3 dont l'objectif est de remplir les objectifs qui n'ont pu être menés à bien par Chandrayaan-2. Le coût de développement des équipements de la nouvelle mission est évalué à 31 millions d'euros. Avec le lancement, le coût total de la nouvelle mission atteint 77 millions d'euros. Contrairement à Chandrayaan-2, le module restant en orbite lunaire n'emporte qu'un seul instrument scientifique (contre huit pour la mission précédente) et sert surtout de relais pour les échanges entre l'atterrisseur et le centre de contrôle sur Terre. Le lancement de Chandrayaan-3 est initialement prévu en 2021,. En raison de la pandémie de Covid-19, il est reporté au dernier trimestre 2022 avant d'être repoussé à juin 2023 puis en juillet 2023.

## Caractéristiques techniques

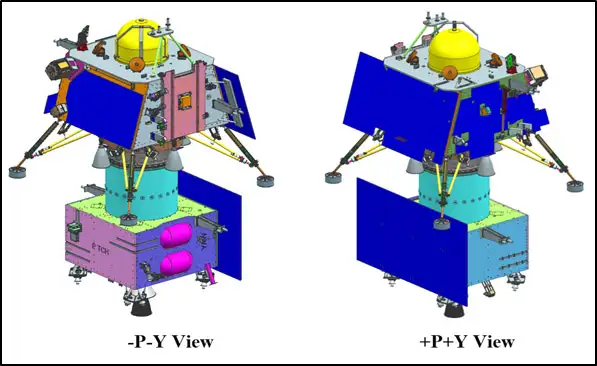
Schéma de la sonde spatiale vue sous deux angles.

Chandrayaan-3, dont la masse totale est de 3 900 kg au décollage, comprend trois composants  :
- le module de propulsion PM (en anglais : Propulsion Module) d'une masse d'environ 2 379 kg amène la sonde spatiale jusqu'à l'orbite lunaire finale. Une fois sur cette orbite et contrairement au module équivalent de Chandrayaan-2, la sonde n'a pas vocation à recueillir des données scientifiques mais joue le rôle de relais entre la Terre et les engins à la surface de la Lune ;
- l'atterrisseur LM (en anglais : Lander module) qui doit déposer sur le sol le rover lunaire a une masse de 1 752 kg, rover compris ;
- l'astromobile d'une masse de 26 kilogrammes est équipé de panneaux solaires. Il embarque des instruments scientifiques pour l'étude du sol lunaire.

## Objectifs de la mission
Les objectifs de la mission sont les suivants : 
- faire progresser la maîtrise des technologies d'atterrissage en douceur à la surface de la Lune ;
- déployer un astromobile sur un site prédéterminé ;
- réaliser une étude in situ des éléments chimiques présents à la surface de la Lune.

Les données recueillies permettront d'améliorer la connaissance de la topographie de la surface de la Lune, de déterminer de manière détaillée les minéraux présents en surface ainsi que la quantité des différents éléments chimiques, étudier l'exosphère (atmosphère très ténue de la Lune) et de détecter la signature spectrale de la glace d'eau et des radicaux hydroxyles. 

### Module de propulsion

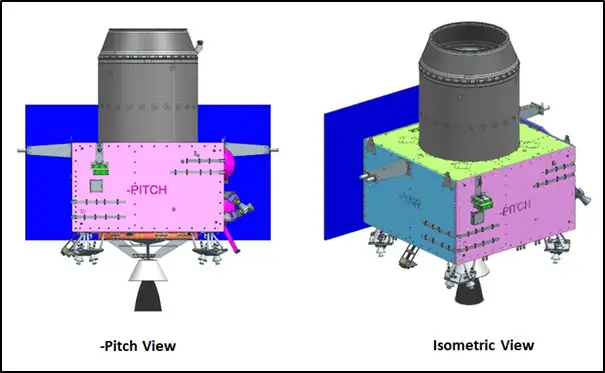
Schéma du module de propulsion vu sous deux angles.

Le module de propulsion est construit autour d'une structure tubulaire de satellite de trois tonnes, fabriquée par Hindustan Aeronautics Limited. Les équipements de l'orbiteur occupent une structure cubique construite autour de la base de cette structure. La sonde spatiale est fixée à son lanceur par la base de la structure tubulaire tandis que l'interface avec l'atterrisseur se situe au sommet de cette structure. L'énergie est fournie par deux panneaux solaires déployés en orbite et est stockée dans des batteries lithium-ion. Le satellite est stabilisé 3 axes à l'aide de roues de réaction. Un moteur-fusée à ergols liquides bi-ergols est utilisé pour rehausser progressivement l'orbite autour de la Terre, puis pour injecter la sonde spatiale sur une orbite lunaire avant d'abaisser celle-ci jusqu'à une altitude de 100 km. Des petits propulseurs sont utilisés pour désaturer les roues de réaction et effectuer les petites corrections de trajectoire. Le système de contrôle d'attitude exploite les données fournies par des viseurs d'étoiles, des capteurs solaires, des accéléromètres et des gyrolasers,.

### Atterrisseur

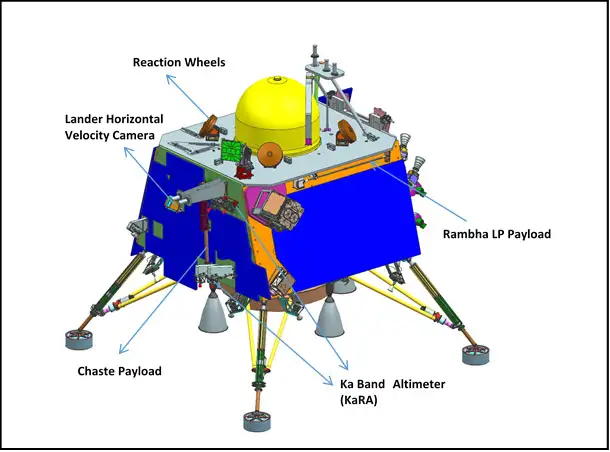
Schéma de l'atterrisseur et localisation des principaux équipements et instruments scientifiques.

L'atterrisseur Vikram a la forme d'une pyramide tronquée dont le centre est occupé par un cylindre dans lequel se trouvent les réservoirs d'ergols et le mécanisme qui permet de découpler l'engin avec le module de propulsion. Il emporte l'astromobile qui descend sur le sol lunaire à l'aide d'une rampe composée de deux parties qui est abaissée une fois l'atterrisseur sur le sol lunaire. Les panneaux verticaux sont recouverts de cellules solaires. Le train d'atterrissage comprend quatre pieds et est conçu pour assurer la stabilité de l'atterrisseur sur un terrain irrégulier. L'atterrisseur Vikram dispose de quatre moteurs ayant une poussée modulable de 800 newtons pour les manœuvres principales et de huit petits moteurs-fusées de 58 newtons de poussée pour contrôler l'orientation de l'engin. La poussée des moteurs principaux est modulée grâce à une valve qui contrôle le débit des ergols. Ces systèmes de propulsion brûlent un mélange d'ergols hypergoliques de méthylhydrazine (MMH) et de peroxyde d'azote (MON-3). L'orientation de l'engin est déterminée par une centrale à inertie comprenant quatre gyrolasers et quatre accéléromètres et deux viseurs d'étoile. L'orientation est corrigée à l'aide de quatre roues de réaction produisant un couple de 0,1 Nm. À l'approche du sol le système HDA (en anglais : Hazard Detection and Avoidance) exploite les données fournies par différents capteurs, les compare avec les informations en mémoire et agit en conséquence sur le fonctionnement des moteurs. Les données utilisées sont fournies par un altimètre laser LASA et altimètre radio, un indicateur de vitesse laser Doppler LDV, une caméra LHVC prenant des images du terrain utilisée pour déterminer les obstacles au sol et une caméra LHVC permettant de calculer la vitesse horizontale. Une fois au sol les panneaux solaires lui fournissent 7 380 watts. Faute de source énergétique non dépendante du Soleil, il n'est pas conçu pour survivre à la nuit lunaire (froid intense) aussi sa durée de vie est de 14 jours (durée d'une journée lunaire),,.

### Astromobile

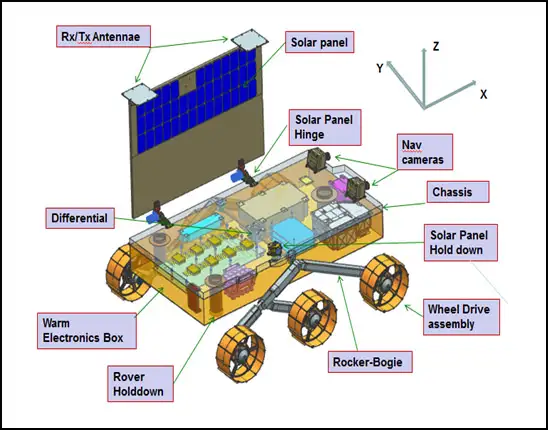
Schéma de l'astromobile avec position des différents équipements et instruments.

L'astromobile Pragyan, dont la masse est d'environ 26 kilogrammes, circule sur six roues. Sa conception reprend celle du rover américain Sojourner déployé à la surface de la planète Mars par la mission de la NASA Mars Pathfinder en juillet 1997. Le châssis de l'astromobile abrite toute l'électronique. Les images stéréo prises par des caméras de navigation fixées à l'avant du châssis sont utilisées pour la navigation. Les communications avec la Terre transitent par l'atterrisseur. Des panneaux solaires lui fournissent 50 watts. Il est conçu pour pouvoir parcourir 500 mètres,.

## Instrumentation scientifique

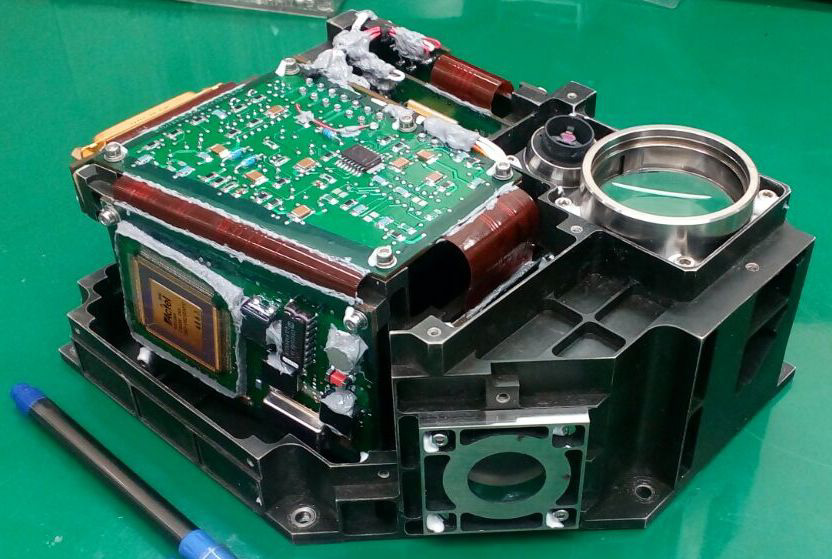
Spectromètre laser LIBS.

Le module de propulsion embarque un seul instrument : 
- SHAPE (en anglais : Spectro-polarimetry of Habitable Planet Earth) est un spectroscope polarimètre destiné à étudier depuis l'orbite lunaire le spectre et la polarimétrie du rayonnement lumineux émis par la Terre. Cet instrument devrait être utilisé par d'autres engins spatiaux pour déterminer l'habitabilité d'exoplanètes.

L'atterrisseur emporte les instruments suivants :
- le sismomètre passif ILSA (en anglais : Dual Frequency Radio Science) enregistre les secousses sismiques de la Lune dans le but d'étudier le noyau de la Lune et pourrait fournir de nouvelles informations du fait de sa position géographique (les sismomètres déposés par les missions précédentes ont tous été installés sur des sites proches de l'équateur).
- l'instrument de mesure des propriétés thermiques du sol ChaSTE (en anglais : Chandra’s Surface Thermo physical Experiment) mesure la température et la conductivité thermique à 10 centimètres sous la surface ;
- la sonde de Langmuir RAMBHA (en anglais : Radio Anatomy of Moon Bound Hypersensitive ionosphere and Atmosphere) mesure la densité du plasma présent dans la couche de l'exosphère proche de la surface et ses variations dans le temps ;
- une caméra
- une expérience d'occultation radio
- le rétro-réflecteur laser LRA fourni par la NASA qui est utilisé pour mesurer la dynamique de la Lune.

Le rover (astromobile) de son côté emporte les instruments suivants : 
- le spectroscope laser LIBS (en anglais : Laser Induced Breakdown Spectroscope) mesure la composition chimique de la surface de la Lune ;
- un spectroscope X à particule alpha APIXS (en anglais : Alpha Particle Induced X-ray Spectroscope) détermine les éléments chimiques présents dans les roches lunaires ;
- les caméras situées sur la face avant du rover.

## Déroulement de la mission

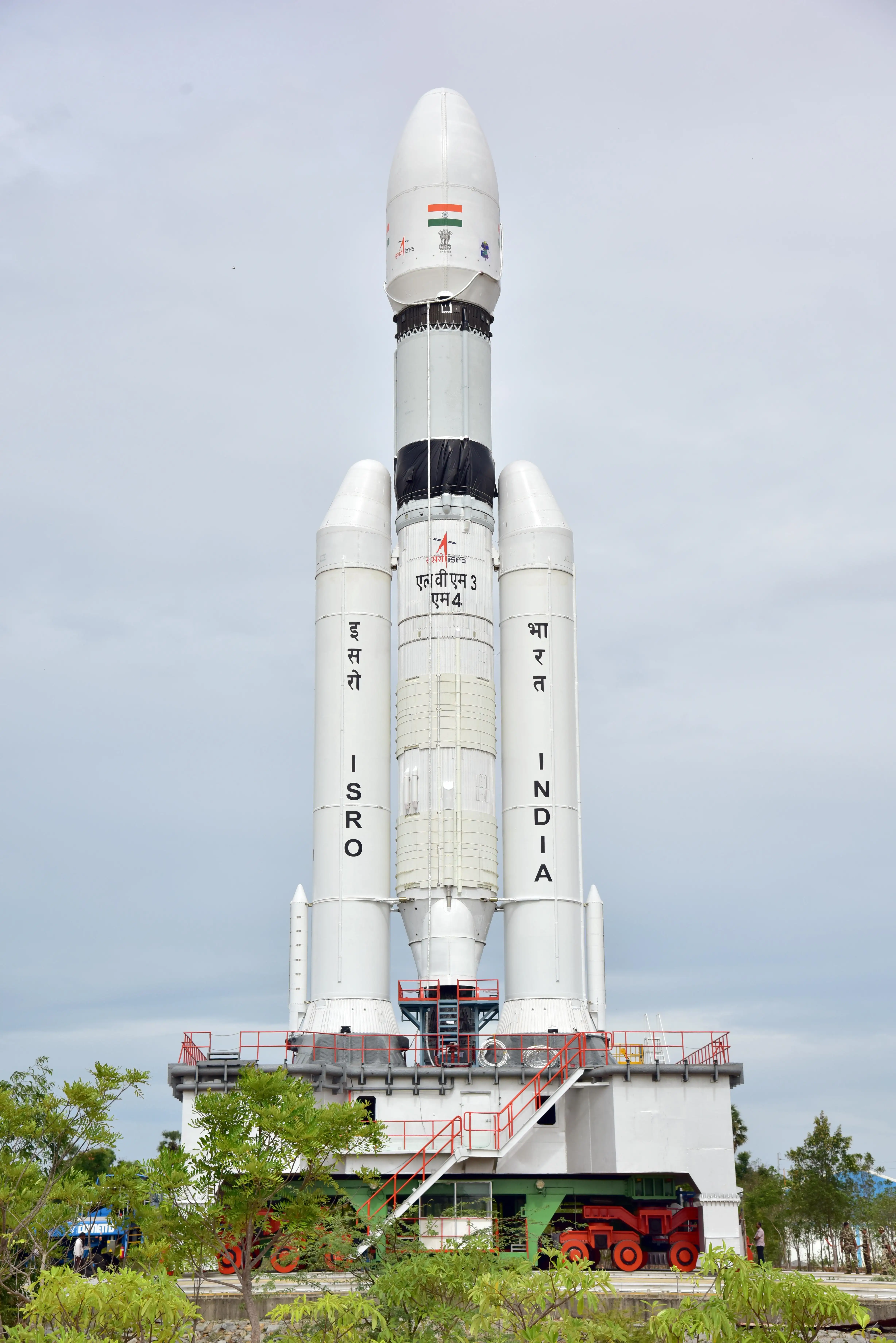
La sonde spatiale et son lanceur sont transférés du bâtiment d'assemblage au pas de tir.

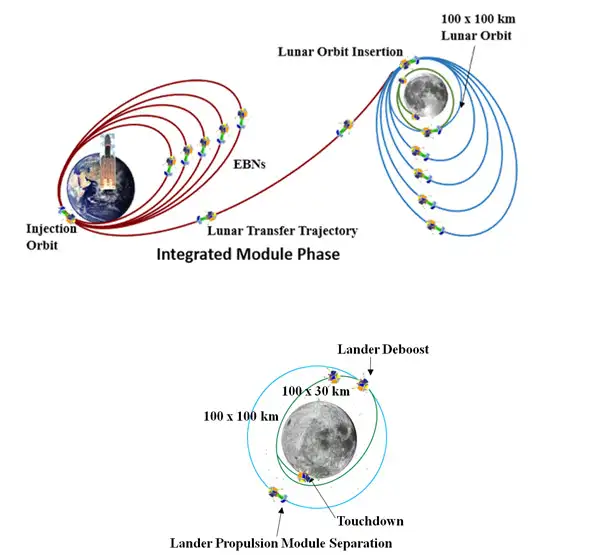
Trajectoire de la sonde spatiale de son lancement jusqu'à son arrivée sur le sol lunaire.

### Lancement et transit vers la Lune
Chandrayaan-3 est lancée le 14 juillet 2023 à 9 h 5 UTC depuis le centre spatial Satish-Dhawan sur la côte sud-est de l'Inde par une fusée GSLV-Mk III. La sonde spatiale est placée sur une orbite haute terrestre de 170 × 36 500 kilomètres avec une inclinaison orbitale de 21,3°. Compte tenu de la masse de Chandrayaan-3, le lanceur GSLV-Mk III n'a pas la capacité d'injecter la sonde spatiale directement sur une trajectoire l'amenant à proximité de la Lune. Cette orbite est ensuite progressivement relevée en utilisant à plusieurs reprises les moteurs-fusées de la sonde spatiale. Il est prévu que le 5 août, soit 17 jours après le décollage, la sonde spatiale soit injectée sur une orbite lunaire haute. Celle-ci est progressivement abaissée au cours des trois semaines suivantes. Finalement la sonde spatiale est placée sur une orbite circulaire de 100 × 100 kilomètres.

### Déroulement sur la Lune
La sonde spatiale s'est posée le 23 août 2023 à la surface de la Lune non loin du pôle Sud, dans une ellipse 4 × 2,4 kilomètres à la latitude 69,367621° sud et à la longitude 32,348126°. L'astromobile et l'atterrisseur effectuent différentes mesures à l'aide de leurs instruments. La durée de la mission sur le sol lunaire est de 14 jours terrestres (une journée lunaire). La sonde spatiale n'est pas conçue pour supporter les basses températures de la nuit lunaire ni pour fonctionner en l'absence d'énergie solaire durant celle-ci.

### Résultats

#### Composition de la ionosphère lunaire
Les mesures effectuées indiquent une densité des électrons qui paraît variable en fonction de l'avancement du jour solaire, de 5 à 30 millions par mètre cube. Ce niveau très faible est considéré comme peu perturbant pour les conditions de systèmes de communication et de navigation.

#### Températures
La température du sol est mesurée en surface et en profondeur, permettant d'avoir des données supplémentaires sur les possibilités d'installation d'une base permanente.

#### Composition du sol
Si la présence d'aluminium, de silicium, de calcium et de fer était attendue, celle de soufre pose question sur son origine, celle-ci pouvant être locale ou extérieure.   